# Санд Сити (Калифорнија)
Санд Сити (енгл. Sand City) град је у америчкој савезној држави Калифорнија. По попису становништва из 2010. у њему је живело 334 становника.

## Демографија
Према попису становништва из 2010. у граду је живело 334 становника, што је 73 (28,0%) становника више него 2000. године.
| Група             | 2000.       | 2010.       |
| Белци             | 160 (61,3%) | 166 (49,7%) |
| Афроамериканци    | 13 (5,0%)   | 13 (3,9%)   |
| Азијати           | 4 (1,5%)    | 16 (4,8%)   |
| Хиспаноамериканци | 72 (27,6%)  | 123 (36,8%) |
| Укупно            | 261         | 334         |